# 野崎整子
野崎 整子（のざき せいこ）（1931年11月3日 -）は、福岡県久留米市出身の日本の歌手である。

## 経歴
昭和20年代を中心に、歌手として活躍した。
野崎せい子の名義でも曲を発売している。

## 代表曲
- 野崎整子名義[2]

- 愛の詩集 (1950-11)　
作詞：吉川静夫／作曲：吉田正／編曲：小沢直与志／伴奏：日本ビクター管絃楽団

- 愛の花かげ　(1949-05)(共唱：下門英二)
作詞：吉川静夫／作曲：吉田正／編曲：服部正／伴奏：日本ビクター管絃楽団

- 伊豆の舞姫　(1951-06)
作詞：吉川静夫／作曲：吉田正／編曲：小沢直与志／伴奏：日本ビクター管絃楽団

- 潮来島田　(1950-12)
作詞：吉川静夫／作曲：東辰三／編曲：多忠修／伴奏：日本ビクター管絃楽団

- 五木哀歌　(1954-08)
作詞：坂口淳／作曲：吉田正／編曲：佐野鋤／伴奏：ビクター・オーケストラ

- 五木子守唄　(1953-05)
熊本県民謡／伴奏：ビクター・スクエア・ダンス・オーケストラ

- 五木の子守唄　(1953-06)
熊本県民謡／編曲：小沢直与志／伴奏：ビクター・オーケストラ

- いでゆ哀歌　(1954-07)
作詞：坂口淳／作曲・編曲：末吉賢次／伴奏：ビクター・オーケストラ

- 伊那の夕月　(1954-06)
作詞：坂口淳／作曲・編曲：清水保雄／伴奏：ビクター・オーケストラ

- 伊那節しぐれ　(1951-10)
作詞：坂口淳／作曲：中山晋平／編曲：小沢直与志／伴奏：ビクター・オーケストラ

- いもがらぼくと　(1954-09)（共唱：鈴木正夫）
作詞：小野金次郎／作曲・編曲：小沢直与志／伴奏：ビクター・オーケストラ／三味線：三味線豊吉、豊静

- 追分月夜　(1954-12)
作詞：吉川静夫／作曲・編曲：大村能章／伴奏：ビクター・オーケストラ

- 踊り子ジプシー　(1955-03)
作詞：雨音しげる／作曲：佐々木俊一／編曲：小沢直与志／伴奏：ビクター・オーケストラ

- 温泉ブルース　(1955-04)
作詞：高木三平／作曲：松元正明／編曲：小沢直与志／伴奏：ビクター・オーケストラ

- 彼氏四十八私は十九　(1954-05)
作詞・作曲：杉木襄之／編曲：清水保雄／伴奏：ビクター・オーケストラ

- 木曽の祭り唄　(1955-05)
作詞：佐伯孝夫／作曲・編曲：佐々木俊一／伴奏：ビクター・オーケストラ／三味線：豊文、豊藤、豊光

- 君ありてこそ　(1954-04)（共唱：三浦洸一）
作詞：吉川静夫／作曲：吉田正／編曲：小沢直与志／伴奏：ビクター・オーケストラ

- 今日われ恋愛す　(1949-03)（共唱：竹山逸郎）
作詞：佐伯孝夫／作曲・編曲：清水保雄／伴奏：日本ビクター管弦楽団

- 白樺月夜　(1953-10)
作詞：吉川静夫／作曲・編曲：末吉賢次／伴奏：ビクター・オーケストラ

- 蛇皮線夜曲　(1951-07)
作詞：吉川静夫／作曲：吉田正／編曲：佐野鋤／伴奏：日本ビクター管絃楽団

- 峠の星月夜　(1951-09)
作詞：坂口淳／作曲：吉田正／編曲：小沢　直与志／伴奏：ビクター・オーケストラ

- 都会の谷間　(1951-02)
作詞：吉川静夫／作曲・編曲：吉田正／伴奏：日本ビクター管絃楽団

- 流れの踊り子　(1954-09)
作詞：坂口淳／作曲：吉田正／編曲：佐野鋤／伴奏：ビクター・オーケストラ

- 名古屋おどり　(1951-07)（共唱：市丸、宇都美清、喜久丸、日本ビクター合唱団）
作詞：勝承夫／作曲：中山晋平／編曲：小沢直与志

- 涙の白椿　(1953-06)
作詞：宮川哲夫／作曲・編曲：高木静夫／伴奏：ビクター・オーケストラ

- 涙のぼたん刷毛　(1951-10)
作詞：坂口淳／作曲：中山晋平／編曲：小沢直与志／伴奏：ビクター・オーケストラ

- 博多音頭　(1951-05)（共唱：鈴木正夫、榎本美佐江）
作詞：福田梨花／補作：佐伯孝夫／作曲：中山晋平／編曲：小沢直与志／三味線：静子、豊文

- 波止場むすめ　(1955-07)
作詞：宮川哲夫／作曲・編曲：宮城秀雄／伴奏：ビクター・オーケストラ

- 浜村小唄　(1955-06)
作詞：松本穣葉子／作曲：三上留吉／編曲：小沢直与志／伴奏：ビクター・オーケストラ／三味線：三味線豊吉

- 春のランプ　(1951-05)
作詞：吉川静夫／作曲：吉田正／編曲：小沢直与志／伴奏：日本ビクター管絃楽団

- ひえつき哀歌　(1954-04)
作詞：坂口淳／作曲：吉田正／編曲：佐野鋤／伴奏：ビクター・オーケストラ

- ひえつき音頭　(1952-02)(共唱：宇都美清)
宮崎県民謡／作曲：小沢直与志／伴奏：ビクター・オーケストラ

- ひえつき節　(1952-02)(共唱：宇都美清)
宮崎県民謡／伴奏：ビクター・スクエア・ダンス・オーケストラ

- ひえつき節　(1953-05)
宮崎県民謡／伴奏：ビクター・スクエア・ダンス・オーケストラ

- 舟唄椿　(1955-04)
作詞：吉川静夫／作曲・編曲：大村能章／伴奏：ビクター・オーケストラ

- 待ちくたびれて　(1955-01)
作詞：宮川哲夫／作曲：佐々木俊一／編曲：小沢直与志／伴奏：ビクター・オーケストラ

- むすめ舟唄　(1954-03)
作詞：吉川静夫／作曲：前田利克／編曲：多忠修／伴奏：ビクター・オーケストラ

- むらさきの花　(1951-10)
作詞・作曲：佐々木俊一／編曲：佐野鋤／伴奏：ビクター・オーケストラ

- 夜霧の連絡船　(1951-12)
作詞：哥川欣也／作曲・編曲：利根一郎／伴奏：ビクター・オーケストラ

- 別れ峠　(1953-02)
作詞：坂口淳／作曲：吉田正／編曲：小沢直与志／伴奏：ビクター・オーケストラ

- あなたの魅力　(1949-07)
作詞：佐伯孝夫／作曲・編曲：佐々木俊一／伴奏：日本ビクター管絃楽団

- さくら吹雪と　(1950-04)
作詞・作曲：東辰三／編曲：小沢直与志

- しぐれの湖畔　(1950-08)
作詞：吉川静夫／作曲：東辰三／編曲：松井八郎／伴奏：日本ビクター管絃楽団

- どうせ男は　(1952-08))
作詞：吉川静夫／作曲・編曲：清水保雄／伴奏：ビクター・オーケストラ

- わたしは島の紅椿　(1952-03)
作詞：井田誠一／作曲：吉田正／編曲：小沢直与志／伴奏：ビクター・オーケストラ

- アリラン越えて　(1950-03)
作詞：井田誠一／編曲：多忠修／伴奏：日本ビクター管絃楽団

- タント・ブギ　(1952-05)(共唱：小川耕平)
作詞：小泉安／作曲・編曲：佐野鋤／伴奏：ビクターオーケストラ／三味線：三味線豊吉、豊文

- 下田船唄　(1952-05)
作詞：坂口淳／作曲・編曲：加藤光男／伴奏：ビクター・オーケストラ

- 乙女椿　(1950-07)
作詞：吉川静夫／作曲：吉田正／編曲：小沢直与志／伴奏：日本ビクター管絃楽団

- 北海おどり　(1949-06)(共唱：市丸、浪岡惣一郎、鈴木正夫)
作詞：吉川静夫／作曲：東辰三／編曲：小沢直与志／伴奏：日本ビクター管絃楽団

- 十九の夢　(1949-06)
作詞・作曲：東辰三／編曲：松井八郎／伴奏：日本ビクター管絃楽団

- 夕焼け恋し　(1950-03)
作詞・作曲：東辰三／編曲：小沢直与志／伴奏：日本ビクター管絃楽団

- 夢の白薔薇　(1949-09)
作詞：井田誠一／作曲・編曲：清水保雄

- 大利根流し唄　(1952-05)(共唱：宇都美清)
作詞：坂口淳／作曲：吉田正／編曲：多忠修／伴奏：ビクターオーケストラ

- 想い出の夜来香　(1949-03)
作詞：井田誠一／作曲：東辰三／編曲：佐野鋤／伴奏：日本ビクター管絃楽団

- 狸音頭　(1953-06)(共唱：西村正美)
作詞：いずみじょうじ／作曲：小野力王／伴奏：ビクターオーケストラ／三味線：三味線豊吉、豊文

- 白菊やくざ　(1952-04)
作詞：小泉安／作曲・編曲：清水保雄／伴奏：ビクターオーケストラ／三味線：静子、豊文

- 純情子守唄　(1949-12)(共唱：竹山逸郎)
作詞：佐伯孝夫／作曲・編曲：佐々木俊一／伴奏：ビクターオーケストラ

- 霧の小窓　(1949-05)
作詞：井田誠一／作曲・編曲：清水保雄／伴奏：日本ビクター管絃楽団

- 野崎せい子名義[3]

- 石松代参旅だより　(1955-08)
作詞：吉川静夫／作曲・編曲：大村能章／伴奏：ビクター・オーケストラ

- いもがらぼくと　(1955-08)(共唱：鈴木正夫)
編曲：小沢直与志／伴奏：ビクター・オーケストラ／三味線：三味線豊吉、豊静

- 浮草だより　(1956-09)
作詞：吉川静夫／作曲・編曲：渡久地政信／伴奏：ビクター・オーケストラ

- 越後いたこ　(1955-05)(共唱：鈴木正夫)
編曲：小沢直与志／伴奏：ビクター・オーケストラ

- 寒梅の歌　(1957-09)
作詞：坂口淳／作曲・編曲：清水保雄／伴奏：ビクター・オーケストラ／詩吟：笹川鎮江

- 心に花あれば（桜花に題す）　(1959-09)
作詞：坂口淳／作曲・編曲：大村能章／伴奏：ビクター・オーケストラ／詩吟：笹川鎮江／琴：大沢よし子

- 佐渡の恋唄　(1955-11)
作詞：吉川静夫／作曲・編曲：大村能章／伴奏：ビクター・オーケストラ

- 産業音頭　(1956-03)
作詞：坂口淳／作曲・編曲：佐野鋤／伴奏：ビクター・オーケストラ

- 島原子守唄　(1961-05)
長崎県民謡／補作：松坂直美／編曲：石平三郎／伴奏：ビクター・オーケストラ

- スキー小唄（スキーブシュッ・シュッ）　(1956-12)(共唱：野沢一馬)
作詞：田沢武男／補作：坂口淳／作曲・編曲：大村能章／伴奏：ビクター・オーケストラ

- 鎮西小唄　(1959-09)
作詞：野口雨情／作曲：中山晋平／編曲：小沢直与志／伴奏：ビクター・オーケストラ／三味線：豊文、豊藤

- 津軽の子守唄　(1956-01)
作詞：吉川静夫／作曲・編曲：大村能章／伴奏：ビクター・オーケストラ

- 長崎月琴節　(1960-06)
長崎県民謡／作詞：小野金次郎／編曲：佐野雅美／伴奏：ビクター・オーケストラ／唐琴：林すみ子

- 日本民謡絵巻（二）四国篇（金比羅船／よさこい節／阿波踊り）
編曲：佐野鋤／伴奏：ビクター・オーケストラ

- 初恋ユンタ　(1956-04)
作詞：吉川静夫／作曲・編曲：大村能章／伴奏：ビクター・オーケストラ／三味線：三味線豊吉、豊寿、豊静

- 蕗っ子唄　(1959-04)
作詞：相場信太郎／作曲：佐々木竹治／編曲：佐野雅美／伴奏：ビクター・オーケストラ／三味線：三味線豊吉、豊静

- ほのぼの音頭　(1959-09)(共唱：明石光司)
作詞：田井汎平／作曲：並岡竜司／編曲：佐野雅美／伴奏：ビクター・オーケストラ／三味線：豊文、静子

- 面浮立　(1960-11)(共唱：三原幸夫)
佐賀県民謡／補作：清水みのる／作曲・編曲：石平三郎／伴奏：ビクター・オーケストラ／三味線：豊園、豊静